# Sierra Las Alazanas
La sierra Las Alazanas; también llamada “Sierra San Antonio de las Alazanas”, es una montaña en el municipio de Arteaga, estado de Coahuila, México; forma parte de la Sierra Madre Oriental. La cima está a 3,405 metros sobre el nivel del mar. Las comunidades más cercanas son Los Lirios, San Antonio de las Alazanas y Mesa de Tablas.
La cresta tiene aproximadamente 32 kilómetros de longitud y el terreno alrededor de la Sierra Las Alazanas es montañoso. La Sierra Las Alazanas está rodeada por el Cerro de la Viga, El Coahuilón, la Sierra de la Marta, el valle de San Antonio de las Alazanas y el Cerro La Mina.

## Características

### Clima
La temperatura media anual es 13 °C, el mes más caluroso es mayo con temperatura promedio es 18 °C y el más frío es enero con 8 °C. La precipitación media anual es 911 milímetros, el mes más húmedo es septiembre con promedio de 266 mm de precipitación y el más seco es enero con 25 mm de precipitación.

### Topografía
La Sierra las Alazanas tiene varios picos con casi la misma altitud:
- Alazanas oriente, 3,417 m s. n. m., es la cima de la montaña.
- Alazanas norte; también llamado “Agua del Zorrillo”, a 3,405 m s. n. m..[5]
- Alazanas sur; también llamado “El Pilar”,[6][7] 3,401 m s. n. m..[8]
- Alazanas poniente, 3,402 m s. n. m..[9]

Entre la ramificación donde se encuentra el pico Alazanas Sur y la cresta principal se forma el Cañón Las Alazanas. Al sur de la cresta se encuentra una serie de mesetas, conocidas como Hoya La Loba, Hoya La Armenia, Hoya Las Sartenejas, y Hoya Los Gringos.

## Turismo
En la Sierra las Alazanas; en el complejo turístico Bosques de Monterreal, se encuentra el campo de golf de mayor altitud en México, a 2,900 metros sobre el nivel del mar con 9 hoyos en 15 hectáreas de campo. Bosques de Monterreal también tiene alojamiento en la ladera sur de la montaña y en la ladera norte de la Sierra de la Marta. Muchos particulares también rentan sus cabañas.